# Marc Augier
Marc Augier (ur. 19 marca 1908 w Bordeaux, zm. 16 grudnia 1990 w Paryżu), lepiej znany pod pseudonimem artystycznym Saint-Loup – francuski antykapitalista, faszysta, polityk, pisarz i alpinista.

## Wczesne lata
Najwcześniejsze zaangażowanie polityczne Augiera rozpoczęło się w Partii Republikańsko-socjalistycznej, chociaż angażował się głównie w apolityczną, centryczną grupę Centre laïc des auberges. Chociaż ich przywódca, Jean Giono, nie był faszystą, zafascynowany jego poglądami Augier został nim wkrótce. Popierał też poganizm przeciwko "dekadencji" chrześcijaństwa.

## Kolaboracja
W 1941 Augier sformował swoją grupę Les Jeunes de l'Europe Nouvelle, która liczyła 4000 osób i połączyła się z Grupą „Collaboration”. Współpracował z bretońskim nacjonalistą Alphonse de Châteaubriant, wiodącą osobą w Grupie i przez pewien dział był kierownikiem biznesowym swojego dziennika La Gerbe.
Następnie Augier dołączył do biura politycznego Francuskiej Partii Ludowej, Jacquesa Doriota. Wstąpił do Legionu Ochotników Francuskich przeciw Bolszewizmowi i służył na froncie wschodnim a także wydawał i redagował artykuły Grupy w Le Combattant Européen. Służył jednocześnie w LVF i francuskim Waffen SS, gdzie był korespondentem wojskowym, był również odpowiedzialny za oficjalny organ francuskiego Waffen SS, "Devenir". Augier, który nadal wspierał socjalizm ekonomiczny i miał nadzieję, że nazizm potraktował poważnie część "socjalizmu" swojej nazwy był rozczarowany wyraźnym brakiem antykapitalizmu wśród esesmanów, z którymi służył.

## Lata powojenne
W 1945 zszedł do podziemia i publikował Face Nord pod pseudonimem M-A de Saint Loup, by zapłacić za podróż do Argentyny. Książka zdobyła pewien sukces we Francji. W Argentynie był asystentem technicznym Juana Peróna i zapisał się do armii argentyńskiej zdobywając rangę podpułkownika, był też asystentem narciarstwa Evy Perón.
Został ułaskawiony i wrócił do Francji w 1953 roku. Po powrocie opublikował książkę La Nuit commence au Cap Horn jako Saint-Loup. Mógł wygrać prestiżową nagrodę Prix Goncourt za tę książkę, ale Le Figaro Littéraire wyjawiło jego prawdziwe nazwisko. Z całego jury tylko Colette odmówiła wycofania swojego głosów przez wywołaną wrzawę.
Saint-Loup nadal pracował jako autor i dziennikarz, pisząc kilka książek o LVF (Les Volontaires), francuskiej (Les Hérétiques, Les Nostalgiques) i belgijskiej Waffen SS (Les SS de la Toison d'or). Jego pisarstwo naznaczone było dążeniem do przygody, chęci przewyższenia siebie i niechęcią do filozofii chrześcijańskiej, był apologetą zagranicznych ochotników SS, z którymi służył. Opublikował kilka książek o ruchach regionalistycznych i walce człowieka o przetrwanie w dziczy. Był też zafascynowany autami i motoryzacją i napisał biografię Louisa Renault i Mariusa Berliet. Jego ostatnia powieść La République du Mont-Blanc która opowiadała o przetrwaniu małej społeczności sabaudzkiej, która schroniła się w górach aby uciec od dekadencji.
Saint-Loup wpłynął na niektórych pogańskich i skrajnie prawicowych autorów jak Pierre Vial i Jean Mabire.

## Późniejsze lata
Gdy wrócił do Francji współpracował z René Binetem. Był często opisywany w skrajnie prawicowych dziennikach francuskich aż do śmierci.